# Episodi di Uncle Grandpa (quarta stagione)
La quarta stagione di Uncle Grandpa è stata trasmessa su Cartoon Network negli Stati Uniti d'America a partire dal 1º luglio 2016, in Italia nel 2017.
| N° | Titolo originale                 | Titolo italiano               | Prima TV USA     | Prima TV Italia |
| -- | -------------------------------- | ----------------------------- | ---------------- | --------------- |
| 1  | Jerky Jasper                     | Jerky Jasper                  | 1º luglio 2016   | 2017            |
| 2  | Dinosaur Day                     | Il giorno del dinosauro       | 1º luglio 2016   | 2017            |
| 3  | RV Olympics                      | Le olimpiadi del camper       | 4 agosto 2016    | 2017            |
| 4  | Uncle Melvins                    | Uncle Melvins                 | 4 agosto 2016    | 2017            |
| 5  | Uncle Baseball                   | Lo spirito del baseball       | 22 ottobre 2016  | 2017            |
| 6  | Costume Crisis                   | La notte di Halloween         | 27 ottobre 2016  | 2017            |
| 7  | Uncle Grandpa Runs for President | Uncle Grandpa presidente      | 3 novembre 2016  | 2017            |
| 8  | Chill Out                        | La battaglia a palle di neve  | 1º dicembre 2016 | 2017            |
| 9  | The Bike Ride                    | Giro in bicicletta            | 5 dicembre 2016  | 2017            |
| 10 | Mr. Gus Moves Out                | Mr. Gus se ne va              | 5 dicembre 2016  | 2017            |
| 11 | Hiccup Havok                     | Il sistema infallibile        | 6 dicembre 2016  | 2017            |
| 12 | MacGuffin                        | MacGuffin                     | 6 dicembre 2016  | 2017            |
| 13 | Gone to His Head                 | Fuori di testa                | 7 dicembre 2016  | 2017            |
| 14 | Pony Tale                        | La storia del pony            | 7 dicembre 2016  | 2017            |
| 15 | You Can't Handle the Tooth!      | Tu non puoi reggere il dente! | 8 dicembre 2016  | 2017            |
| 16 | A Gift for Gus                   | Un regalo per Gus             | 8 dicembre 2016  | 2017            |
| 17 | Robo-UG                          | Uncle Grandpa Robot           | 9 dicembre 2016  | 2017            |
| 18 | Lil' Mac                         | Il piccolo Mac                | 9 dicembre 2016  | 2017            |
| 19 | Disappearing Act                 | Il trucco della sparizione    | 12 dicembre 2016 | 2017            |
| 20 | Tongue Tied                      | Ammutolito                    | 12 dicembre 2016 | 2017            |
| 21 | Uncle Dummy                      | Uncle pupazzo                 | 13 dicembre 2016 | 2017            |
| 22 | Face Fix                         | Il servizio fotografico       | 13 dicembre 2016 | 2017            |
| 23 | The Phone Call                   | La telefonata                 | 14 dicembre 2016 | 2017            |
| 24 | Uncle Cupid                      | Uncle Cupido                  | 14 dicembre 2016 | 2017            |
| 25 | Doctor Visit                     | La visita medica              | 15 dicembre 2016 | 2017            |
| 26 | Cake Mistake                     | L'equivoco della torta        | 15 dicembre 2016 | 2017            |